# سالفاتوري جيوفاني رينالدي
سالفاتوري جيوفاني رينالدي (بالإيطالية: Salvatore Giovanni Rinaldi)‏ هو كاهن كاثوليكي إيطالي، ولد في 3 مايو 1937 في سيميتيل في إيطاليا.